# Milwaukee Rampage
Il Milwaukee Rampage era una società calcistica di Milwaukee (Wisconsin), città degli Stati Uniti. La squadra militava nella A-League (oggi nota come USL First Division). I Rampage si sciolsero nel 2002 a causa di problemi finanziari, nonostante in quello stesso anno avessero vinto il campionato (bissando il successo ottenuto nel 1997). I Rampage erano stati fondati nel 1994 e, in seguito al loro scioglimento, il loro posto nella A-league venne preso dal Milwaukee Wave United.
Alcuni giocatori celebri che hanno militato nei Rampage sono Brian McBride, Tony Sanneh, John Wolyniec, Jason Russell, David Marshall Jr., James Farrell, Todd Dusosky and Jonathan Cantwell.

## Risultati anno per anno
| Anno | Divisione | League              | Reg. Season     | Playoff                        | Open Cup         |
| ---- | --------- | ------------------- | --------------- | ------------------------------ | ---------------- |
| 1994 | 3         | USISL               | 2° Midwest      | Divisional Finals              | Non entrato      |
| 1995 | 3         | USISL Pro League    | 1° Midwest West | Sizzling Nine                  | Non qualificato  |
| 1996 | 3         | USISL Select League | 1° Central      | 2º turno                       | Non qualificato  |
| 1997 | 2         | USISL A-League      | 4° Central      | Campione                       | Non qualificato  |
| 1998 | 2         | USISL A-League      | 3° Central      | Quarti di finale di Conference | 2nd Round        |
| 1999 | 2         | USL A-League        | 5° Central      | Non qualificato                | Non qualificato  |
| 2000 | 2         | USL A-League        | 2° Central      | Finale di Conference           | Non qualificato  |
| 2001 | 2         | USL A-League        | 3° Western      | Semifinale                     | 3º turno         |
| 2002 | 2         | USL A-League        | 1° Central      | Campione                       | Quarti di finale |

## Palmarès

### Competizioni nazionali
- United Soccer Leagues First Division: 2

1997, 2002